# シルバーゾーン

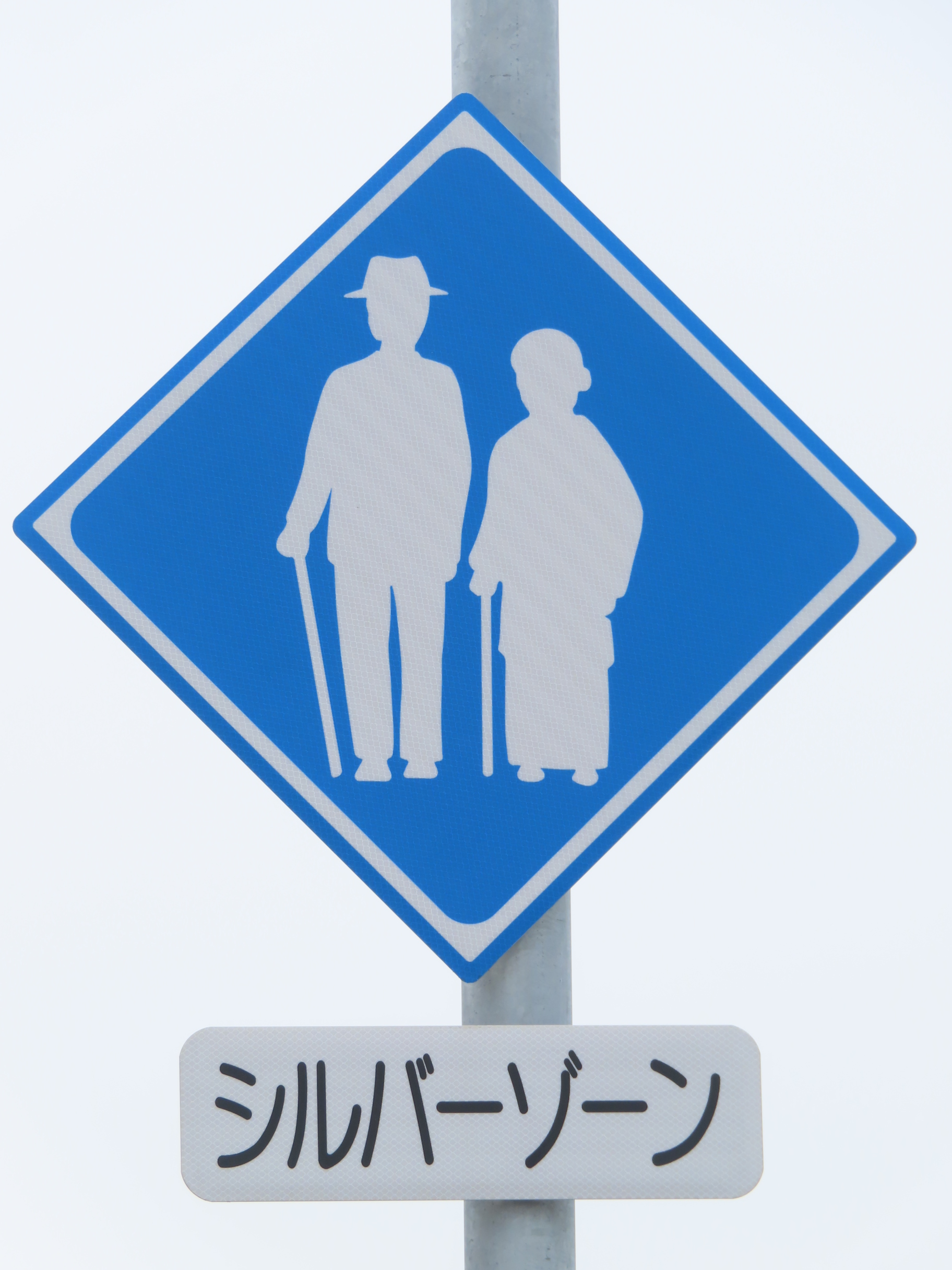
シルバーゾーンの道路標識（兵庫県洲本市）

シルバーゾーン（シルバーゾーン、英:Silver zone）とは、日本の道路標識である。

## 概要
正式な法律に基づいた道路標識ではないが、交通弱者に対していたわりの心を持って安全運転するよう促す道路標識である。名称はいわたりゾーン（静岡県）、ハンディキャップゾーン（愛知県）、ことぶき道路（石川県）、ともしびゾーン（神奈川県）などがあり、標識の様式もまた異なる。この標識が設置されている場所では、お年寄りに出会う機会が多くなるため、注意が必要である。
また、路面標示で「シルバーゾーン」を標示することもある。
こうしたシルバーゾーンの出現以来、「シルバー」は高齢者を意味する言葉として市民権を得る。

## ギャラリー

韓国のシルバーゾーンの標識